# Micha'el Ben Ari
Micha'el Ben Ari (hebrejsky: מיכאל בן ארי) je izraelský politik a bývalý poslanec Knesetu za stranu ha-Ichud ha-Le'umi (Národní jednota).

## Biografie
Narodil se 12. října 1963. Bydlí v izraelské osadě Karnej Šomron na Západním břehu Jordánu. Je ženatý, má sedm dětí. Absolvoval bakalářské studium pedagogiky v oboru na Bar-Ilanově univerzitě, následoval magisterský titul ze studia talmudu na téže škole a později získal i doktorát z archeologie a zeměpisu. Sloužil v letech 1982–1986 v izraelské armádě v rámci programu hesder ješiva, který kombinuje vojenskou a náboženskou přípravu. Až do února 2002 byl záložním vojákem, po úrazu byl vyřazen z aktivních rezerv.

## Politická dráha
Už v 80. letech 20. století se angažoval v pravicových a nacionalistických hnutích. V roce 1984 založil organizaci, která poskytovala pomoc vězněným nacionalistickým aktivistům. V roce 1987 spoluzakládal ješivu Ješivat ha-Ra'ajon ha-Jehudi. V roce 1995 pak stál u vzniku institutu Morešet Har ha-Bajit, který se zabývá Chrámovou horou v Jeruzalému. Je v předsednictvu organizace Hamate Hamešutaf, která bojovala proti plánu jednostranného stažení z pásma Gazy. Po provedení tohoto plánu (vysídlení židovských osad v pásmu Gaza a v severním Samařsku) se zapojil do aktivit organizace Homesh First, která chce obnovit zrušenou izraelskou osadu Chomeš.
Do Knesetu nastoupil po volbách roku 2009, ve kterých kandidoval za stranu ha-Ichud ha-Le'umi. V parlamentu je členem výboru pro ústavu, právo a spravedlnost.